# Begonia tafiensis
Espèce
Begonia tafiensis est une espèce de plantes de la famille des Begoniaceae.
L'espèce fait partie de la section Eupetalum.
Elle a été décrite en 1919 par Miguel Lillo (1862-1931).

## Répartition géographique
Cette espèce est originaire du pays suivant : Argentine.